# Ермошкин, Василий Петрович
Василий Петрович Ермошкин (30 ноября 1973, совхоз Фрунзе, Сокулукский район — 28 октября 1993, Бишкек) — советский и киргизский футболист, нападающий. Всю карьеру провёл в бишкекской «Алге». Выступал за национальную сборную Кыргызстана.

## Биография

### Клубная карьера
Обучался в Республиканской общеобразовательной школе-интерната спортивного профиля имени Н. К. Крупской, где его тренерами были Олег Алексеевич Корнеев и М. Кошалиев.
В 1990 году попал в состав фрунзенской «Алги», которая выступала во Второй лиге СССР. В своём первом сезоне он являлся запасным игроком, сыграв всего в 6 играх и забив 1 гол. В следующем сезоне вместе с командой стал бронзовым призёром Второй лиги, Ермошкин по ходу турнира стал основным игроком команды, сыграв в 34 встречах и забив 8 мячей.
После провозглашения независимости Кыргызстана Ермошкин продолжил играть в «Алге», уже из Бишкека. Вместе с командой он стал победителем первого чемпионата Кыргызстана 1992 и Кубка Независимости. В январе 1993 года участвовал в первом розыгрыше Кубка чемпионов Содружества в Москве, где киргизцы выступили неудачно, проиграв все 3 своих игры в группе. В сезоне 1993 «Алга» вновь стала чемпионом, а Василий стал лучшим бомбардиром команды, забив вместе с Виталием Кобзарём по 22 мяча.
23 октября 1993 года нашли мёртвым неподалеку от собственного дома со следами насильственной смерти.

### Карьера в сборной
В составе национальной сборной Кыргызстана провёл 5 матчей с 1992 года по 1993 год.

## Достижения
- Чемпион Кыргызстана (2): 1992, 1993
- Обладатель Кубка Независимости Кыргызстана (1): 1992